# مؤمنان و ساقی‌ها

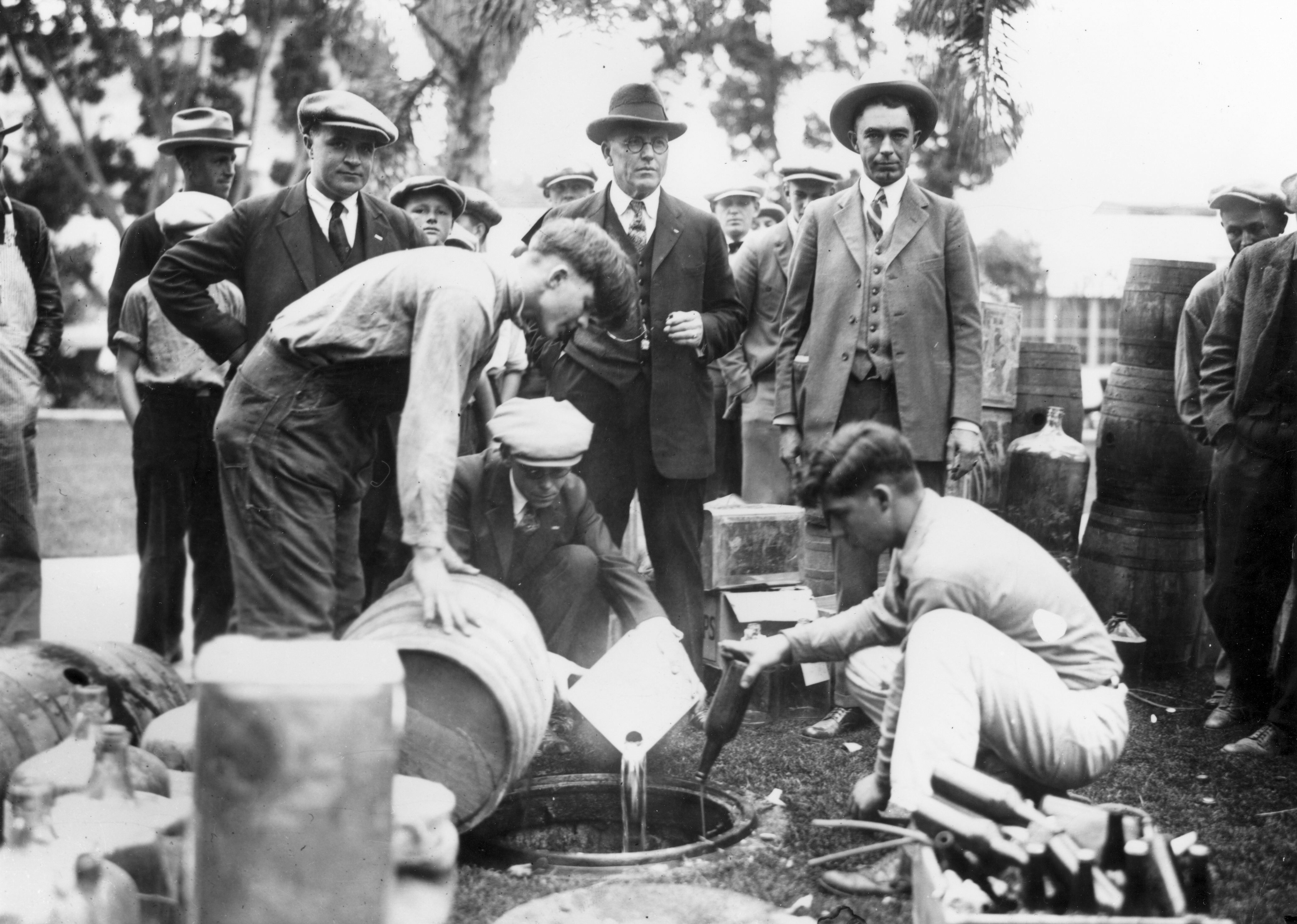
پلیس کالیفرنیا در حال معدوم کردن مقادیری نوشیدنی الکلی غیرقانونی در جریان ممنوعیت الکل در ایالات متحده آمریکا در ۱۹۲۵

مؤمنان و ساقیان (انگلیسی: Bootleggers and Baptists، تحت‌الفظی: قاچاقچی‌ها و باپتیست‌ها) یا مِی‌مَخوران و مِی‌فروشان پدیده‌ای است که اقتصاددان آمریکایی بروس یاندل
بر اساس این مشاهده ارائه داده‌است که دو گروه مجزا از وضع مقررات و محدودیت‌ها هواداری می‌کنند، یکی افرادی که علناً به دنبال تنظیم این مقرراتند و دومی افرادی که پس از وضع این مقررات از زیرپا گذاشتن آن سود می‌برند.
«مؤمنان و ساقی‌ها» نظریه‌ای عقلایی است که موفقیت نسبی ائتلاف‌هایی که به دنبال ایجاد محدودیت هستند را توضیح می‌دهد.
عبارت «مؤمنان و ساقی‌ها» به ممنوعیت الکل در ایالات متحده آمریکا بازمی‌گردد که در آن تعمیدکنندگان و دیگر گروهی مسیحی انجیلی به دلایل مذهبی مایل به محدود کردن قانونی فروش نوشیدنی‌های الکلی در روزهای یکشنبه بودند. وضع قانون‌های منع فروش الکل در ظاهر به زیان فروشندگان بود ولی در واقعیت محدودیت‌ها باعث افزایش قیمت الکل می‌شد و «ساقی‌ها» می‌توانستند با فروش غیرقانونی الکل پول بیشتری نسبت به فروش قانونی آن به جیب بزنند.
به نوشتهٔ یاندل، «این ائتلاف کار سیاستمداران را برای راضی نگه داشتن هر دو گروه آسان‌تر می‌کرد… مؤمنان هزینهٔ این امور را برای ساقیان کاهش می‌دادند، چرا که سیاستمداران می‌توانستند به عموم بگویند که اعمالشان صرفاً برای حفظ منافع جامعه است و همزمان به کسب‌وکار ساقی‌ها که پشت درهای بسته با آنها قرار و مدار می‌گذاشتند رونق ببخشند.»